# Soga no Kurayamada no Ishikawa no Maro
Soga no Kurayamada no Ishikawa no Maro (蘇我倉山田石川麻呂, [- 649] Erro: {{japonês}}: texto da transliteração contém caractere não latino (pos 9) (ajuda)), foi um nobre que viveu no Período Asuka da história do Japão.
Pertenceu ao clã Soga. Era filho de Soga no Kuramaro e neto de Soga no Umako.
Em 645 Kurayamada se associou com o Príncipe Naka-no-Ōe (futuro Imperador Tenji) e com Nakatomi no Kamatari, para assassinar o líder do clã Soga, Soga no Iruka, que exercia um grande poder sobre a Imperatriz Kogyoku. Este fato ficou conhecido como o Incidente de Isshi e desencadeou na abdicação da Imperatriz em favor do Imperador Kotoku.
Pouco tempo depois, o novo imperador junto com o Príncipe Naka-no-Ōe e Kamatari estabeleceram a Reforma Taika, que determinou as doutrinas sócio-políticas do Japão durante a segunda metade do século VII (período Hakuhō). Após a reforma Kurayamada se tornou o primeiro Udaijin (Ministro da Direita).
Porém, em 649 em um confuso incidente foi acusado de trair o imperador e acabou se enforcando no templo de Yamada-dera. Sua esposa e sete de seus filhos também optaram por suicidar, enquanto que outros parentes foram capturados e executados. O posterior descobrimento de documentos que o inocentavam do incidente, fez com que lhe fossem dado um perdão póstumo e o caluniador foi exilado para a província de Tsukushi (que reunia as antigas províncias de Chikuzen e Chikugo). A morte de Kurayamada levou ao fim do Clã Soga da vida politica do Japão.

| Precedido por Ninguém | 1º Udaijin (645 - 649) | Sucedido por Ōtomo no Nagatoko |